# NGC 52
NGC 52 é uma galáxia espiral (Sc) localizada na direcção da constelação de Pegasus. Possui uma declinação de +18° 34' 54" e uma ascensão recta de 0 horas, 14 minutos e 40,0 segundos.
A galáxia NGC 52 foi descoberta em 18 de Setembro de 1784 por William Herschel.